# Limonia negativa
Limonia negativa är en tvåvingeart som beskrevs av Edwards 1933. Limonia negativa ingår i släktet Limonia och familjen småharkrankar. Inga underarter finns listade i Catalogue of Life.